# Gaspard Gourgaud
Gaspard Gourgaud, född 14 september 1783 i Paris, död 25 juli 1852, var en fransk militär, från 1812 baron.
Gourgaud utmärkte sig i striderna mot ryssarna 1807, därefter i Spanien och Österrike men främst som Napoleons ordonnansofficer under ryska fälttåget 1812. I slaget vid Brienne 1814 räddade Gourgaud kejsarens liv, 1815 följde han honom till Sankt Helena men återvände 1818 till Europa, troligen på uppdrag av Napoleon. Under julimonarkin blev Gourgaud generallöjtnant och pär samt medverkade vid hemförandet av Napoleons aska, varom Gourgaud väckt förslag redan 1821. Gourgaud utgav 1823 tillsammans med Charles Tristan de Montholon Mémoires pour servir à l'histoire de France sous Napoléon efter kejsarens diktat. En svensk översättning utkom i 4 band 1823–1826. Gourgaud uppträdde även som krigshistorisk författare.